# ميشيل دي غرامون
ميشيل دي غرامون (بالفرنسية: Michel de Grammont)‏ هو قرصان مفوض فرنسي ولد في سنة 1645 في باريس لعائلة نبيلة. خرج إلى البحر بهربه بعد قتل أحد مغازلي شقيقته في مبارزة. ذهب إلى هسبانيولا وهناك منحه الفرنسيين سفينة لكي يبدأ بالعمل معهم كقرصان لصالحهم. بدأ في البداية في محاربة البحرية الهولندية أثناء الحرب الفرنسية الهولندية وقام باغراق عدة سفن هولندية في البحر الكاريبي. في سنة 1678 هاجم مع البحرية الفرنسية مستعمرة كوراساو الهولندية، إلا أن الفرنسيين تكبدوا هزيمة ساحقة في أرخبيل لاس أفيس لتدمر كل سفنهم. بعد ذلك بدأ بمحاربة الإسبان، حيث قام في يونيو 1678 بمهاجمة مدينة ماراكايبو في فنزويلا وثم هاجم أيضاً مدن جبل طارق و تروخيلو و لا غوايرا. في فبراير 1679 هاجم بورتو برنسيبي في كوبا بإسطول مكون من 600 رجل، لكن الإسبان علموا مبكراً بالهجوم فقاموا باخلاء المدينة وجهزوا أسطول كبيرة لمحاربة القراصنة، فتكبد دي غرامون هناك خسائر كبيرة ليهرب بصعوبة من أمام الإسبان. في يونيو 1680 انضم إلى قوات القرصان الإنجليزي توماس باين في جزيرة لا بلانكيلا. وهاجموا من هناك مدينة كومانا لكنهم هزموا أيضاً أمام اسطول اسباني كبير مكون من 2000 رجل ليهرب ميشيل من بعدها إلى لاس أفيس. في سنة 1682 انضم إلى قوات القرصان نيكولاس فان هورن و لورينس دي غراف وألذين كان يستعد لمهاجمة مدينة ماراكايبو. بعد ذلك انتقل لمهاجمة مدينة سانت أوغسطين في فلوريدا. عاد بعد ذلك إلى المكسيك وعمل مع لورينس دي غراف في مهاجمة سواحل كامبيتشي في المكسيك. اختلفا بعد ذلك حول معاملة الأسرى حيث رفض دي غراف اعدامهم لينفصلا فيما. يعتقد أن دي غرامون توفي بسبب اعصار ضرب سفينته في أبريل 1686 أثناء محاولة اللحاق بنيكولاس بريغو وألذي قبضت عليه السلطات الإسبانية في فلوريدا ولم يورد ذكر لدي غرامون بعد ذلك.